# Horyszów Polski
Horyszów Polski (prononciation [ xɔˈrɨʂuf ˈpɔlski]) est un village de la gmina de Sitno, du powiat de Zamość, dans la voïvodie de Lublin, situé dans le nord-est de la Pologne.
Il se situe à environ 4 kilomètres au sud-est de Sitno (siège de la gmina), 12 kilomètres à l'est de Zamość (siège du powiat) et 82 kilomètres au sud-est de Lublin (capitale de la voïvodie).
Sa population s'élevait à 503 habitants en 2008.

## Administration
De 1975 à 1998, le village est attaché administrativement à l'ancienne voïvodie de Zamość.

Depuis 1999, il fait partie de la nouvelle voïvodie de Lublin.